# Ecksatz
Ecksätze sind die ersten und letzten Sätze von mindestens dreisätzigen musikalischen Kompositionen. Der erste Satz wird oft auch als Kopfsatz bezeichnet, der letzte als Finale. In der europäischen Kunstmusik des 17. bis 19. Jahrhunderts standen diese Ecksätze zumeist im Allegro bzw. Presto.